# Meijin 1986
Il Meijin 1986 è stata la 11ª edizione del torneo goistico giapponese Meijin.

## Qualificazioni
|  | Quarti di finale | Quarti di finale | Quarti di finale |                 |               | Semifinali    | Semifinali | Semifinali |  |  | Finale | Finale | Finale |  |
|  |                  |                  |                  |                 |               |               |            |            |  |  |        |        |        |  |
|  | Shuzo Ohira      | Shuzo Ohira      | 0                |                 |               |               |            |            |  |  |        |        |        |  |
|  | Shuzo Ohira      | Shuzo Ohira      | 0                |                 |               |               |            |            |  |  |        |        |        |  |
|  | Yasumasa Hane    | Yasumasa Hane    | 1                |                 |               |               |            |            |  |  |        |        |        |  |
|  | Yasumasa Hane    | Yasumasa Hane    | 1                |                 | Yasumasa Hane | Yasumasa Hane | 1          |            |  |  |        |        |        |  |
|  |                  |                  |                  |                 | Yasumasa Hane | Yasumasa Hane | 1          |            |  |  |        |        |        |  |
|  |                  |                  | Kunio Ishii      | Kunio Ishii     | 0             |               |            |            |  |  |        |        |        |  |
|  | Kunio Ishii      | Kunio Ishii      | Kunio Ishii      | Kunio Ishii     | 0             | 1             |            |            |  |  |        |        |        |  |
|  | Kunio Ishii      | Kunio Ishii      |                  |                 |               |               |            |            |  |  |        |        |        |  |
|  | Kunio Oyama      | Kunio Oyama      | 0                |                 |               |               |            |            |  |  |        |        |        |  |
|  | Kunio Oyama      | Kunio Oyama      | 0                |                 | Yasumasa Hane | Yasumasa Hane | 0          |            |  |  |        |        |        |  |
|  |                  |                  |                  |                 |               |               |            |            |  |  |        |        |        |  |
|  |                  |                  | Masaki Takemiya  | Masaki Takemiya | 1             |               |            |            |  |  |        |        |        |  |
|  | Norio Kudo       | Norio Kudo       | Masaki Takemiya  | Masaki Takemiya | 1             | 1             |            |            |  |  |        |        |        |  |
|  | Norio Kudo       | Norio Kudo       |                  |                 |               |               |            |            |  |  |        |        |        |  |
|  | O Rissei         | O Rissei         | 0                |                 |               |               |            |            |  |  |        |        |        |  |
|  | O Rissei         | O Rissei         | 0                |                 | Norio Kudo    | Norio Kudo    | 0          |            |  |  |        |        |        |  |
|  |                  |                  |                  |                 | Norio Kudo    | Norio Kudo    | 0          |            |  |  |        |        |        |  |
|  |                  |                  | Masaki Takemiya  | Masaki Takemiya | 1             |               |            |            |  |  |        |        |        |  |
|  | Masaki Takemiya  | Masaki Takemiya  | Masaki Takemiya  | Masaki Takemiya | 1             | 1             |            |            |  |  |        |        |        |  |
|  | Masaki Takemiya  | Masaki Takemiya  |                  |                 |               |               |            |            |  |  |        |        |        |  |
|  | Naoki Miyamoto   | Naoki Miyamoto   | 0                |                 |               |               |            |            |  |  |        |        |        |  |

|  | Quarti di finale  | Quarti di finale  | Quarti di finale  |                   |                   | Semifinali        | Semifinali | Semifinali |  |  | Finale | Finale | Finale |  |
|  |                   |                   |                   |                   |                   |                   |            |            |  |  |        |        |        |  |
|  | Tadahiko Chino    | Tadahiko Chino    | 0                 |                   |                   |                   |            |            |  |  |        |        |        |  |
|  | Tadahiko Chino    | Tadahiko Chino    | 0                 |                   |                   |                   |            |            |  |  |        |        |        |  |
|  | Kunihisa Honda    | Kunihisa Honda    | 1                 |                   |                   |                   |            |            |  |  |        |        |        |  |
|  | Kunihisa Honda    | Kunihisa Honda    | 1                 |                   | Kunihisa Honda    | Kunihisa Honda    | 1          |            |  |  |        |        |        |  |
|  |                   |                   |                   |                   | Kunihisa Honda    | Kunihisa Honda    | 1          |            |  |  |        |        |        |  |
|  |                   |                   | Tadashi Kanashima | Tadashi Kanashima | 0                 |                   |            |            |  |  |        |        |        |  |
|  | Tadashi Kanashima | Tadashi Kanashima | Tadashi Kanashima | Tadashi Kanashima | 0                 | 1                 |            |            |  |  |        |        |        |  |
|  | Tadashi Kanashima | Tadashi Kanashima |                   |                   |                   |                   |            |            |  |  |        |        |        |  |
|  | Yoshio Ishida     | Yoshio Ishida     | 0                 |                   |                   |                   |            |            |  |  |        |        |        |  |
|  | Yoshio Ishida     | Yoshio Ishida     | 0                 |                   | Kunihisa Honda    | Kunihisa Honda    | 0          |            |  |  |        |        |        |  |
|  |                   |                   |                   |                   |                   |                   |            |            |  |  |        |        |        |  |
|  |                   |                   | Hiroshi Yamashiro | Hiroshi Yamashiro | 1                 |                   |            |            |  |  |        |        |        |  |
|  | Hiroshi Yamashiro | Hiroshi Yamashiro | Hiroshi Yamashiro | Hiroshi Yamashiro | 1                 | 1                 |            |            |  |  |        |        |        |  |
|  | Hiroshi Yamashiro | Hiroshi Yamashiro |                   |                   |                   |                   |            |            |  |  |        |        |        |  |
|  | Susumu Fukui      | Susumu Fukui      | 0                 |                   |                   |                   |            |            |  |  |        |        |        |  |
|  | Susumu Fukui      | Susumu Fukui      | 0                 |                   | Hiroshi Yamashiro | Hiroshi Yamashiro | 1          |            |  |  |        |        |        |  |
|  |                   |                   |                   |                   | Hiroshi Yamashiro | Hiroshi Yamashiro | 1          |            |  |  |        |        |        |  |
|  |                   |                   | Kiyonori Kanno    | Kiyonori Kanno    | 0                 |                   |            |            |  |  |        |        |        |  |
|  | Kiyonori Kanno    | Kiyonori Kanno    | Kiyonori Kanno    | Kiyonori Kanno    | 0                 | 1                 |            |            |  |  |        |        |        |  |
|  | Kiyonori Kanno    | Kiyonori Kanno    |                   |                   |                   |                   |            |            |  |  |        |        |        |  |
|  | Toshio Sekiyama   | Toshio Sekiyama   | 0                 |                   |                   |                   |            |            |  |  |        |        |        |  |

|  | Quarti di finale | Quarti di finale | Quarti di finale |                |                | Semifinali     | Semifinali | Semifinali |  |  | Finale | Finale | Finale |  |
|  |                  |                  |                  |                |                |                |            |            |  |  |        |        |        |  |
|  | Ryuzo Sakaguchi  | Ryuzo Sakaguchi  | 0                |                |                |                |            |            |  |  |        |        |        |  |
|  | Ryuzo Sakaguchi  | Ryuzo Sakaguchi  | 0                |                |                |                |            |            |  |  |        |        |        |  |
|  | Hiroaki Tono     | Hiroaki Tono     | 1                |                |                |                |            |            |  |  |        |        |        |  |
|  | Hiroaki Tono     | Hiroaki Tono     | 1                |                | Hiroaki Tono   | Hiroaki Tono   | 1          |            |  |  |        |        |        |  |
|  |                  |                  |                  |                | Hiroaki Tono   | Hiroaki Tono   | 1          |            |  |  |        |        |        |  |
|  |                  |                  | Tatsuaki Iwata   | Tatsuaki Iwata | 0              |                |            |            |  |  |        |        |        |  |
|  | Tatsuaki Iwata   | Tatsuaki Iwata   | Tatsuaki Iwata   | Tatsuaki Iwata | 0              | 1              |            |            |  |  |        |        |        |  |
|  | Tatsuaki Iwata   | Tatsuaki Iwata   |                  |                |                |                |            |            |  |  |        |        |        |  |
|  | Teruo Matsuoka   | Teruo Matsuoka   | 0                |                |                |                |            |            |  |  |        |        |        |  |
|  | Teruo Matsuoka   | Teruo Matsuoka   | 0                |                | Hiroaki Tono   | Hiroaki Tono   | 0          |            |  |  |        |        |        |  |
|  |                  |                  |                  |                |                |                |            |            |  |  |        |        |        |  |
|  |                  |                  | O Meien          | O Meien        | 1              |                |            |            |  |  |        |        |        |  |
|  | Satoru Kobayashi | Satoru Kobayashi | O Meien          | O Meien        | 1              | 0              |            |            |  |  |        |        |        |  |
|  | Satoru Kobayashi | Satoru Kobayashi |                  |                |                |                |            |            |  |  |        |        |        |  |
|  | Sunao Hasegawa   | Sunao Hasegawa   | 1                |                |                |                |            |            |  |  |        |        |        |  |
|  | Sunao Hasegawa   | Sunao Hasegawa   | 1                |                | Sunao Hasegawa | Sunao Hasegawa | 0          |            |  |  |        |        |        |  |
|  |                  |                  |                  |                | Sunao Hasegawa | Sunao Hasegawa | 0          |            |  |  |        |        |        |  |
|  |                  |                  | O Meien          | O Meien        | 1              |                |            |            |  |  |        |        |        |  |
|  | O Meien          | O Meien          | O Meien          | O Meien        | 1              | 1              |            |            |  |  |        |        |        |  |
|  | O Meien          | O Meien          |                  |                |                |                |            |            |  |  |        |        |        |  |
|  | Norimoto Yoda    | Norimoto Yoda    | 0                |                |                |                |            |            |  |  |        |        |        |  |

## Torneo
- W indica vittoria col bianco
- B indica vittoria col nero
- X indica la sconfitta
- +R indica che la partita si è conclusa per abbandono
- +N indica lo scarto dei punti a fine partita
- +F indica la vittoria per forfeit
- +? indica una vittoria con scarto sconosciuto
- V indica una vittoria in cui non si conosce scarto e colore del giocatore

| Giocatore         | C.C. | H.O.  | M.K.  | A.I.  | R.K.  | S.T.  | M.T. | H.Y.  | O.M.  | Risultato | Note                       |
| ----------------- | ---- | ----- | ----- | ----- | ----- | ----- | ---- | ----- | ----- | --------- | -------------------------- |
| Cho Chikun        | –    | B+R   | W+2,5 | X     | X     | B+R   | W+R  | B+R   | W+0,5 | 6-2       | Qualificato allo spareggio |
| Hideo Otake       | X    | –     | X     | X     | X     | X     | X    | X     | B+R   | 1-7       | Retrocesso                 |
| Masao Kato        | X    | W+R   | –     | B+1,5 | W+0,5 | B+R   | X    | B+0,5 | W+R   | 6-2       | Qualificato allo spareggio |
| Akira Ishida      | W+F  | B+R   | X     | –     | B+0,5 | W+9,5 | X    | W+R   | B+1,5 | 6-2       |                            |
| Rin Kaiho         | B+R  | W+R   | X     | X     | –     | X     | W+R  | X     | W+R   | 4-4       |                            |
| Shoichi Takagi    | X    | B+0,5 | X     | X     | W+4,5 | –     | X    | X     | X     | 2-6       | Retrocesso                 |
| Masaki Takemiya   | X    | W+R   | B+2,5 | W+R   | X     | W+R   | –    | B+4,5 | W+5,5 | 6-2       |                            |
| Hiroshi Yamashiro | X    | B+R   | X     | X     | W+4,5 | B+R   | X    | –     | X     | 3-5       |                            |
| O Meien           | X    | X     | X     | X     | X     | W+1,5 | X    | W+R   | –     | 2-6       | Retrocesso                 |

## Finale
La finale è stata una sfida al meglio delle sette partite ma le ultime tre non sono state giocate in quanto Masao Kato aveva già ottenuto le quattro vittorie necessarie ad aggiudicarsi il torneo.